# 1970年の東映フライヤーズ
1970年の東映フライヤーズ（1970ねんのとうえいフライヤーズ）では、1970年の東映フライヤーズの動向をまとめる。
この年の東映フライヤーズは、松木謙治郎監督の2年目のシーズンである。

## 概要
出だしは好調で5月まで首位を走っていたが、同時期球界を襲っていた「黒い霧事件」は東映にも飛び火、5月9日にはエース・森安敏明が同僚・田中調と共に、前年同事件で永久追放された永易将之の八百長工作に関連があったとされ出場停止（7月30日には森安は永久追放）、このため頼れる投手は金田留広と高橋直樹だけになり、前半戦は3位で終了、その後も低迷して松木監督は辞任、田宮謙次郎ヘッドコーチが新監督に就任するも盛り返せず、最終的には同じ「黒い霧事件」で選手を失って最下位となった西鉄に約10ゲーム引き離すも5位だった。投手陣はダブル高橋（直樹・善正）と金田が健闘するものの、防御率・被安打・被本塁打が最下位に転落した。そんな中、張本勲が日本新記録の.3834で4年連続5度目の首位打者、また主砲の大杉勝男も本塁打王と打点王を獲得するなど、打線は好調でチーム打率はロッテ・南海に次ぐ3位、本塁打は147本でリーグ2位と健闘した。

## チーム成績

### レギュラーシーズン
| 1 | 中 | 白仁天   |
| 2 | 二 | 大下剛史 |
| 3 | 左 | 張本勲   |
| 4 | 一 | 大杉勝男 |
| 5 | 右 | モートン |
| 6 | 三 | 佐野嘉幸 |
| 7 | 捕 | 作道烝   |
| 8 | 遊 | 大橋穣   |
| 9 | 投 | 森安敏明 |

| 順位 | 4月終了時 | 4月終了時 | 5月終了時 | 5月終了時 | 6月終了時 | 6月終了時 | 7月終了時 | 7月終了時 | 8月終了時 | 8月終了時 | 9月終了時 | 9月終了時 | 最終成績 | 最終成績 |
| ---- | --------- | --------- | --------- | --------- | --------- | --------- | --------- | --------- | --------- | --------- | --------- | --------- | -------- | -------- |
| 1位  | 東映      | --        | 東映      | --        | ロッテ    | --        | ロッテ    | --        | ロッテ    | --        | ロッテ    | --        | ロッテ   | --       |
| 2位  | 近鉄      | 1.5       | ロッテ    | 0.5       | 東映      | 3.0       | 南海      | 9.5       | 南海      | 9.5       | 南海      | 12.0      | 南海     | 10.5     |
| 3位  | ロッテ    | 2.5       | 近鉄      | 2.5       | 南海      | 5.5       | 近鉄      | 13.0      | 阪急      | 11.5      | 阪急      | 16.5      | 近鉄     | 13.5     |
| 4位  | 南海      | 3.0       | 南海      | 3.0       | 近鉄      | 8.5       | 阪急      | 13.0      | 近鉄      | 11.5      | 近鉄      | 16.5      | 阪急     | 16.5     |
| 5位  | 阪急      | 3.5       | 阪急      | 4.5       | 阪急      | 10.5      | 東映      | 13.0      | 東映      | 15.0      | 東映      | 22.0      | 東映     | 24.5     |
| 6位  | 西鉄      | 4.5       | 西鉄      | 10.5      | 西鉄      | 17.5      | 西鉄      | 23.5      | 西鉄      | 24.5      | 西鉄      | 32.0      | 西鉄     | 34.0     |

| 順位 | 球団             | 勝 | 敗 | 分 | 勝率 | 差   |
| 1位  | ロッテオリオンズ | 80 | 47 | 3  | .630 | 優勝 |
| 2位  | 南海ホークス     | 69 | 57 | 4  | .548 | 10.5 |
| 3位  | 近鉄バファローズ | 65 | 59 | 6  | .524 | 13.5 |
| 4位  | 阪急ブレーブス   | 64 | 64 | 2  | .500 | 16.5 |
| 5位  | 東映フライヤーズ | 54 | 70 | 6  | .435 | 24.5 |
| 6位  | 西鉄ライオンズ   | 43 | 78 | 9  | .355 | 34.0 |

## オールスターゲーム1970
| ファン投票 | 大杉勝男 | 張本勲   |        |        |
| 監督推薦   | 金田留広 | 大下剛史 | 大橋穣 | 白仁天 |

## できごと
- 4月28日 - 西鉄戦の7回表、守備についていた大杉勝男に走者のカール・ボレスが接触、押された大杉はミットで頭を小突いたが、ボレスが応戦したため、大杉が左拳でボレスを殴り倒す。
- 5月9日 - 大川博オーナーは、森安敏明と田中調が前年（1969年）秋、元西鉄ライオンズの永易将之（既に永久追放）らの八百長工作に関連があったとして、両選手から事情聴取・真相調査を始める（黒い霧事件）。
- 5月23日 - 近鉄戦の1回裏、無死一塁の場面で、打者・白仁天が三振に取られると、「あんな低いストライクがあるか」と主審・露崎元弥の背中を両手で付いたが、露崎主審が取り合わないのに激怒、露崎主審に体当たりや首投げで襲い掛かり退場。25日に露崎主審は白を暴行障害容疑で出頭させるが、28日に和解。
- 7月17日 - 兵庫県警捜査四課で取り調べられている森安敏明がこの日、「永易から八百長を頼まれ金を受け取った」と自供した。
- 7月30日 - プロ野球コミッショナー委員会、森安敏明を「永久追放」、田中調を「厳重戒告」に指名。

## 表彰選手
| リーグ・リーダー | リーグ・リーダー | リーグ・リーダー | リーグ・リーダー |
| 選手名           | タイトル         | 成績             | 回数             |
| ---------------- | ---------------- | ---------------- | ---------------- |
| 張本勲           | 首位打者         | .383             | 4年連続5度目     |
| 張本勲           | 最多安打         | 176本            | 初受賞           |
| 張本勲           | 最高出塁率       | .467             | 4年連続6度目     |
| 大杉勝男         | 本塁打王         | 44本             | 初受賞           |
| 大杉勝男         | 打点王           | 129打点          | 初受賞           |

| ベストナイン | ベストナイン | ベストナイン   |
| 選手名       | ポジション   | 回数           |
| ------------ | ------------ | -------------- |
| 大杉勝男     | 一塁手       | 2年連続3度目   |
| 張本勲       | 外野手       | 11年連続11度目 |

## ドラフト
| 順位 | 選手名     | ポジション | 所属           | 結果               |
| ---- | ---------- | ---------- | -------------- | ------------------ |
| 1位  | 杉田久雄   | 投手       | 中央大学       | 入団               |
| 2位  | 井上圭一   | 投手       | 三菱自動車川崎 | 拒否               |
| 3位  | 江俣治夫   | 内野手     | 作新学院高     | 拒否・日本大学進学 |
| 4位  | 船田政雄   | 外野手     | 県立広島商業高 | 入団               |
| 5位  | 皆川康夫   | 投手       | 富士重工業     | 入団               |
| 6位  | 日高晶彦   | 投手       | 県立広島商業高 | 入団               |
| 7位  | 大沢勉     | 捕手       | 日本鉱業日立   | 入団               |
| 8位  | 佐々木恭介 | 内野手     | 新日本製鐵広畑 | 拒否               |